# 亚硝酸酯

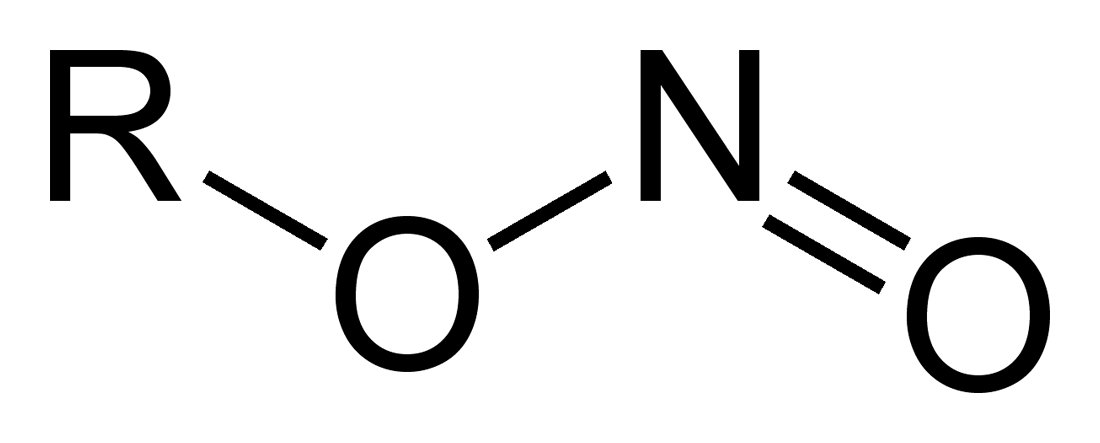
亚硝酸酯的结构通式。

亚硝酸酯，通式为R-ONO，是一类含氮有机化合物。亚硝酸酯可看做是亚硝酸与醇类酯化形成的酯。

## 制取
一般由醇与亚硝酸钠在硫酸中反应制备。
也可由二级溴代烷与亚硝酸银反应而得。亚硝酸根离子有双位反应性能，如果以一级溴代烷为原料，则与卤代烃在氮上反应，主要产物为硝基化合物。这个反应称为Meyer合成（Victor Meyer合成）。

## 性质
亚硝酸甲酯、亚硝酸乙酯在通常条件下为气体。较低级的亚硝酸酯为有特殊果香的挥发性液体。
不稳定，缓慢分解为氮氧化物、水、相应的醇，以及相应的醛的聚合产物。
和硝酸酯类似，亚硝酸酯也是一类药物。

## 例子
- 亚硝酸甲酯
- 亚硝酸乙酯
- 亞硝酸異丙酯
- 亚硝酸正戊酯
- 亚硝酸异戊酯
- 亚硝酸异丁酯
- 亚硝酸叔丁酯

## 性质
1、亚硝酸酯的冰醋酸溶液中存在乙酰硝酸酯（CH3COONO2），乙酰硝酸酯是温和的硝化试剂，可对其他化合物进行硝化，它也存在于较为传统的硝酸-乙酸酐硝化系统中。
2、亚硝酸正丁酯和氨可将苯胲转化为其N-亚硝基衍生物铜铁试剂。吡咯烷也可与亚硝酸乙酯生成相应的N-NO衍生物。
3、在酸或碱催化下，亚硝酸酯可与較強的碳负离子反应，在α位引入肟基（＝NOH）。例如，用丁酮、亚硝酸乙酯、盐酸反应，然后用羟胺磺酸钠处理，则最后可以得到丁二酮肟；如果以苯酰甲基氯为原料，亚硝酸正丁酯为试剂，在酸性条件下反应，则可得ω-氯肟基苯乙酮；用亚硝酸甲酯在氢氧化钠中处理苯乙腈，则可得α-肟基苯乙腈。
Woodward和Doering的奎宁全合成也用到了上述反应：
他们认为反应机理如下：